# Karabinek Typ 95
Typ 95 – chiński karabinek automatyczny w układzie bullpup. Wchodzi w skład systemu broni QBZ-95.

## Historia konstrukcji
W latach 70. XX wieku w Chinach Ludowych rozpoczęto prace nad nowym małokalibrowym nabojem pośrednim. Wraz z nowym nabojem planowano wprowadzić nowy karabinek. Opóźnienie spowodowane przedłużającymi się pracami nad nowym nabojem sprawiło, że na początku lat 80. wprowadzono do uzbrojenia karabinek Typ 81 kalibru 7,62 x 39 mm.
Wprowadzenie do uzbrojenia nowego karabinka nie spowodowało zatrzymania prac nad nowym nabojem. W 1984 roku nabój 5,8 x 42 mm był gotowy do produkcji. W tym samym roku powstała wersja karabinka Typ 81 zasilana nowym nabojem. Po pewnych drobnych zmianach nową wersję przyjęto do uzbrojenia jako karabinek Typ 87. Jednak po wyprodukowaniu kilku serii produkcję wstrzymano.
W tym samym czasie trwały już prace nad nowym karabinkiem w układzie bullpup. Z układem tym Chińczycy eksperymentowali już wcześniej (karabinek Typ 86), ale dopiero wraz z wprowadzeniem nowej amunicji postanowiono, że nowy standardowy karabinek armii chińskiej będzie zbudowany w tym układzie.
Nowy karabinek produkowany od połowy lat 90., po raz pierwszy został zaprezentowany podczas defilady Chińskiej Armii Ludowo-Wyzwoleńczej z okazji powrotu Hongkongu do Chin. Wraz z nowym karabinkiem do uzbrojenia wprowadzono jego wersję skróconą Typ 95B. Poza tym powstały dwa inne karabinki o zbliżonej konstrukcji: karabin wyborowy Typ 88 (QBU-88) i ręczny karabin maszynowy Typ 95 (QBB-95).
Karabinek Typ 95 został wprowadzony do uzbrojenia, ale wkrótce zaczęły się pojawiać krytyczne opinie o nowej broni. W odróżnieniu od innych karabinków w układzie bullpup nie posiada żadnej możliwości przystosowania do strzelania przez strzelców leworęcznych. Krytykowany był także brak zatrzasku zatrzymującego zamek w tylnym położeniu po wystrzeleniu ostatniego naboju i umieszczenie przełącznika rodzaju ognia obok stopki kolby.
W rezultacie ścierania się zwolenników karabinków w układzie bullpup (Typ 95) i klasycznym (udoskonalony Typ 87 oznaczony jako Typ 03) ustalono, że karabinki Typ 95 staną się uzbrojeniem oddziałów piechoty morskiej i jednostek powietrznodesantowych. Reszta oddziałów zostanie uzbrojona w karabinki Typ 03.

## Wersje
- Typ 95 – karabinek
- Typ 95B – subkarabinek ze skróconą lufą. Lufa zakończona wielofunkcyjnym urządzeniem wylotowym. Muszka przeniesiona na przednią część chwytu transportowego.
- Typ 97 – eksportowa wersja Typ 95 kalibru 5,56 x 45 mm, zasilana ze standardowych magazynków NATO.

## Opis konstrukcji
Karabinek Typ 95 jest indywidualną bronią samoczynno-samopowtarzalną. Zasada działania oparta na wykorzystaniu energii gazów prochowych odprowadzanych przez boczny otwór lufy (układ z krótkim ruchem tłoka gazowego). Ryglowanie przez obrót zamka (trzy rygle). Rękojeść przeładowania na szczycie komory zamkowej. Mechanizm spustowy umożliwia strzelanie ogniem pojedynczym, seriami trójstrzałowymi i ogniem ciągłym. Przełącznik rodzaju ognia (pełniący także rolę bezpiecznika) ma w postaci skrzydełka przy stopce kolby. Zasilanie z dwurzędowych magazynków łukowych o pojemności 30 naboi. Mechaniczne przyrządy celownicze składają się z celownika umieszczonego w tylnej części chwytu transportowego i muszki na podstawie znajdującej się na przedniej części chwytu. Szczyt chwytu transportowego tworzy podstawę do mocowania celownika optycznego.